# Hayu
Le hayu (ou wayu, vayu) est une langue tibéto-birmane parlée au Népal. La langue est menacée.

## Répartition géographique
Le hayu est parlé dans deux villages situés dans le district de Sindhuli, rattaché à la zone de Janakpur.

## Classification interne
Le hayu est une des langues kiranti, un sous-groupe des langues himalayennes de la famille tibéto-birmane. 

## Sources
- (en) Sulochana Sapkota, 2012, Case marking in Hayu, Nepalese Linguistics 27, p. 187-189.